# Three Rivers District
Three Rivers ist ein District in der Grafschaft Hertfordshire in England, der an Greater London und Watford grenzt. Verwaltungssitz ist Rickmansworth, weitere bedeutende Orte sind Abbots Langley, Chorleywood und Maple Cross.
Der Bezirk wurde am 1. April 1974 gebildet und entstand aus der Fusion der Urban Districts Rickmansworth und Chorleywood und eines Teils des Rural District Watford. Der Name Three Rivers leitet sich von den drei Flüssen Chess, Gade und Colne ab.
Three Rivers wird von der Metropolitan Line der London Underground erschlossen; Stationen sind Chorleywood, Croxley, Moor Park und Rickmansworth.
Koordinaten: 51° 38′ N, 0° 28′ W